# Бондар Олександр Опанасович
Олександр Опанасович Бондар (1916 - 1943) - гвардії капітан Робітничо-селянської Червоної армії, учасник Другої світової війни, Герой Радянського Союзу (13.04.1944).

## Біографія
Народився 24 лютого 1916 року в селі Булавинівка (нині Новопсковський район Луганської області України). Після закінчення неповної середньої школи працював слюсарем на паровозобудівному заводі у Ворошиловграді, одночасно навчався в аероклубі. У 1937 році був призваний на службу до Робітничо-селянської Червоної армії. 1938 року закінчив військову авіаційну школу пілотів у Ворошиловграді. У 1941 році вступив до ВКП(б). З червня 1941 - на фронтах Німецько-радянської війни. Брав участь у боях на Калінінському, Донському, Сталінградському, Центральному, Білоруському фронтах.
Брав участь у битві за Москву, був льотчиком-бомбардувальником, бомбардував шосейні та залізниці, аеродроми та склади, вокзали та військові об'єкти противника. Брав участь у Сталінградській битві, командував ескадрильєю, робив нальоти на скупчення військ противника та його техніку, а також блокував авіабази. Після закінчення Сталінградської битви Бондар освоїв Іл-2, брав участь у Курській битві. 29 червня 1943 року ескадрилья під командуванням Бондаря знищила 17 німецьких літаків, а 7 липня - 16 танків і 3 бензозаправники. Брав участь у визволенні України, битві за Дніпро. Ескадрилья Бондаря робила по кілька бойових вильотів на день, завдала противнику велику шкоду в живій силі та техніці. 28 жовтня 1943 літак Бондаря був збитий під час забезпечення ним прикриття радянських наземних підрозділів на західному березі Дніпра. Бондаря було поховано в селі Юріївка Чернігівського району Чернігівської області.
На момент своєї загибелі гвардії капітан Олександр Бондар командував ескадрильєю 59-го гвардійського штурмового авіаполку 2-ї гвардійської штурмової авіадивізії 16-ї повітряної армії Білоруського фронту. За час своєї участі у бойових діях Бондар здійснив 241 бойовий виліт, під час яких знищив або пошкодив близько 70 танків, 6 літаків, 6 ешелонів, 7 батарей артилерії, а також багато іншої техніки та живої сили ворога. Особисто збив 2 літаки і 4 - групі.

## Нагороди
Указом Президії Верховної Ради СРСР від 13 квітня 1944 року за «зразкове виконання бойових завдань командування зі знищення живої сили та техніки супротивника та виявлені при цьому мужність та героїзм» гвардії капітан Олександр Бондар посмертно був удостоєний високого звання Героя Радянського Союзу. Також був нагороджений орденом Леніна, трьома орденами Червоного Прапора, орденом Олександра Невського, а також поряд медалей.

## Пам'ять
- На честь Бондаря названі вулиці у Чернігові, Юріївці та Булавинівці.
- Також у Юріївці встановлено погруддя Бондаря[1].